# Wolfenstein: The Old Blood
Wolfenstein: The Old Blood is een first-person shooter ontwikkeld door MachineGames. Het spel is uitgegeven door Bethesda Softworks en kwam wereldwijd op 5 mei 2015 uit als downloadversie voor PlayStation 4, Windows en Xbox One. Een fysieke versie kwam half mei uit.
Het spel is een op zichzelf staand deel in de Wolfenstein-reeks, en is een prequel van de titel Wolfenstein: The New Order.

## Spel
Het spel wordt gespeeld vanuit de eerste persoon. De verhaallijn is opgedeeld in hoofdstukken die spelers moeten voltooien om door te kunnen gaan.

## Verhaal
In een alternatieve geschiedenis bevinden de geallieerden zich in de Tweede Wereldoorlog in 1946 kort voor een nederlaag tegen het nationaalsocialistische regime. Het heeft superieure wapentechnologie die wordt ontwikkeld door generaal Totenkopf. Deze bevindt zich op een geheime basis en moet onmiddellijk worden uitgeschakeld om de beslissende wending in de oorlog te bewerkstelligen.
Protagonist William "B.J." Blazkowicz infiltreert met agent Wesley om informatie te verzamelen over de locatie van de basis van generaal Totenkopf. Tijdens de infiltratie worden Blazkowicz en Wesley ontmaskerd, maar alleen Blazkowicz weet te ontsnappen. In de loop van het verhaal komt hij meer te weten over diverse opgravingen en het geheime superwapen.

## Ontvangst
Wolfenstein: The Old Blood werd positief ontvangen in recensies. Critici prezen de intense gevechten, interessante locaties en een goede balans tussen onopgemerkt blijven en actie. Kritiek was op het verhaal, die werd gezien als het zwakste onderdeel van het spel.
Op aggregatiewebsite Metacritic heeft het spel een score van 76%.
| Beoordeeld door | Platform      | Score  |
| --------------- | ------------- | ------ |
| Destructoid     | Xbox One      | 8/10   |
| EGM             | Xbox One      | 7,5/10 |
| Game Informer   | PC, PS4, XONE | 7,5/10 |
| IGN             | PC, PS4, XONE | 7/10   |
| Polygon         | Windows       | 70%    |